# Joseph Arregui y Yparaguirre
Joseph Arregui y Yparaguirre (* 3. September 1903 in Berástegui (Gipuzkoa); † 5. August 1979 in Kaohsiung, Taiwan) war ein spanischer römisch-katholischer Geistlicher, Dominikaner und Präfekt der Apostolischen Präfektur Kaohsiung in Taiwan.

## Leben
Arregui y Yparaguirre wurde am 28. Juli 1928 zum Priester geweiht. Im Jahr 1948 ernannte ihn der Heilige Stuhl zum Präfekten der Apostolischen Präfektur Formosa (1949 zur Apostolischen Präfektur Kaohsiung umgestaltet). Er hatte dieses Amt bis zu seinem Eintritt in den Ruhestand im Jahr 1961 inne.